# Warna
Warna [ˈvarnɐ] (alternative Transliteration Varna, bulgarisch Варна) ist eine Hafenstadt am Schwarzen Meer in Bulgarien und nach Sofia und Plowdiw die drittgrößte Stadt des Landes. Sie ist Zentrum der gleichnamigen Gemeinde und der Provinz Warna sowie Sitz der Admiralität der bulgarischen Flotte und der Diözese von Warna und Weliki Preslaw. Die Stadt Warna ist administrativ in fünf Bezirke (Rajon) gegliedert.
Warna ist der wichtigste Verkehrsknoten für den Nordosten des Landes. Der internationale Flughafen ist nach Sofia und Burgas der drittwichtigste des Landes. Warna besitzt nach dem Hafen Burgas den zweitgrößten Hafen Bulgariens und ist gut an das bulgarische Schienen- und Straßennetz angebunden. Die Stadt war Endstation der ersten bulgarischen Eisenbahnlinie sowie die erste Endstation des Orient-Express.
Die Stadtnähe zu mehreren Sommerkurorten verwandelt Warna in den Sommermonaten in ein belebtes Tourismuszentrum. Die Hafenstadt ist das kulturelle Zentrum Nordostbulgariens und für seine Festivals auch international bekannt. Im Archäologischen Museum der Stadt wird zudem der älteste Goldschatz der Welt aufbewahrt.

## Geografie

### Lage

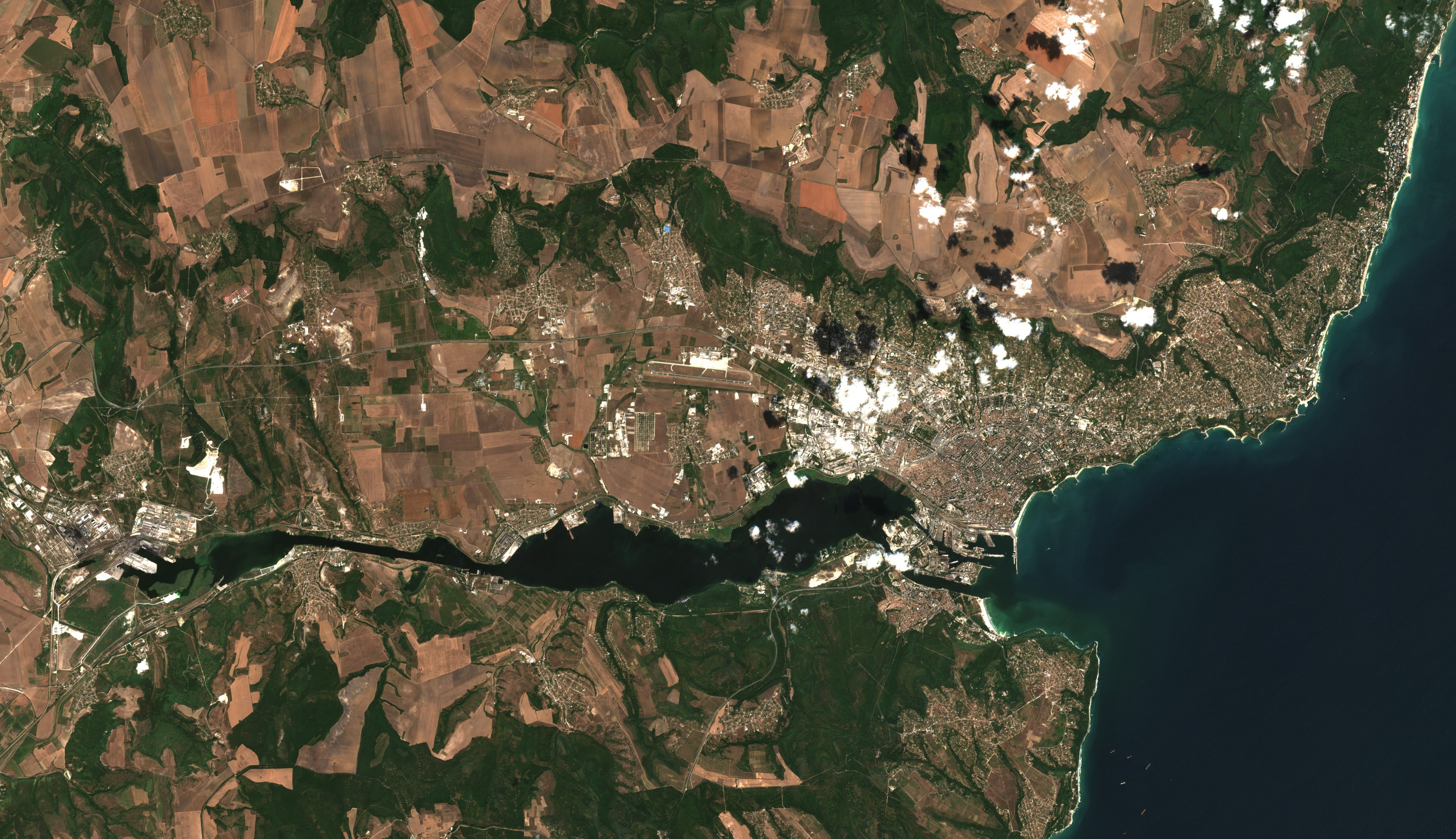
Satellitenbild

Warna liegt im Nordosten Bulgariens direkt an der hügeligen Küste des Schwarzen Meeres, die hier die Warnaer Bucht bildet. Das Stadtgebiet liegt am Fuße und an den Hängen des Franga-Plateaus (Frangensko). Direkt südlich des Stadtzentrums befindet sich der Hafen der Stadt (heute Hafen Warna Ost). Im Norden grenzt die Stadt mit mehreren Villenvierteln an den Kurort Goldstrand, der in den letzten Jahren für Partytourismus bekannt wurde. Im Westen grenzt Warna unmittelbar an die Stadt Aksakowo. Südlich des Hafens, durch die Asparuchowo-Brücke mit dem Stadtzentrum verbunden, befinden sich die Stadtviertel Asparuchowo und Galata.
Die nächste Großstadt ist das ca. 120 km südlich entfernte Burgas, das man durch eine zum Großteil zweispurige Passstraße durch das Balkangebirge erreicht und zu dem die Fahrt bis zu drei Stunden mit dem Auto dauern kann. Die rumänische Hafenstadt Constanța liegt 150 km nordöstlich.

### Klima
|                       | Jan | Feb | Mär  | Apr  | Mai  | Jun  | Jul  | Aug  | Sep  | Okt  | Nov  | Dez |   |      |
| Mittl. Tagesmax. (°C) | 6,5 | 7,6 | 11,8 | 15,7 | 21,6 | 26,5 | 29,5 | 29,6 | 24,6 | 18,9 | 13,8 | 8,1 | ⌀ | 17,9 |
| Mittl. Tagesmin. (°C) | 0,1 | 0,5 | 3,6  | 7,7  | 12,5 | 16,9 | 19,5 | 19,6 | 15,3 | 10,6 | 6,7  | 1,5 | ⌀ | 9,6  |
|                       |     |     |      |      |      |      |      |      |      |      |      |     |   |      |
| Niederschlag (mm)     | 38  | 41  | 34   | 44   | 40   | 46   | 37   | 32   | 31   | 36   | 50   | 42  | Σ | 471  |
|                       |     |     |      |      |      |      |      |      |      |      |      |     |   |      |
| Sonnenstunden (h/d)   | 3,1 | 4,2 | 5,3  | 6,7  | 8,9  | 10,0 | 10,3 | 10,3 | 7,3  | 5,5  | 3,5  | 2,8 | ⌀ | 6,5  |
|                       |     |     |      |      |      |      |      |      |      |      |      |     |   |      |
| Regentage (d)         | 14  | 11  | 12   | 9    | 7    | 6    | 4    | 3    | 6    | 10   | 9    | 12  | Σ | 103  |
|                       |     |     |      |      |      |      |      |      |      |      |      |     |   |      |
| Wassertemperatur (°C) | 6   | 5   | 7    | 11   | 17   | 22   | 25   | 26   | 23   | 18   | 13   | 9   | ⌀ | 15,2 |
|                       |     |     |      |      |      |      |      |      |      |      |      |     |   |      |
| Luftfeuchtigkeit (%)  | 78  | 75  | 74   | 74   | 75   | 72   | 70   | 70   | 73   | 75   | 78   | 79  | ⌀ | 74,4 |

| 0,1 |

| 0,5 |

| 3,6 |

| 7,7 |

| 12,5 |

| 16,9 |

| 19,5 |

| 19,6 |

| 15,3 |

| 10,6 |

| 6,7 |

| 1,5 |

| 0,1 |

| 0,5 |

| 3,6 |

| 7,7 |

| 12,5 |

| 16,9 |

| 19,5 |

| 19,6 |

| 15,3 |

| 10,6 |

| 6,7 |

| 1,5 |

## Geschichte

### Name
Die Stadt trug in ihrer Geschichte mehrere Namen. In der Antike hieß sie Odessos, von 1949 bis 1956 Stalin nach dem sowjetischen Diktator Josef Stalin.

### Stadtgeschichte

#### Vorgeschichte
Seit 1972 das Gräberfeld von Warna im Westen der Stadt entdeckt worden ist, ist die Besiedlung dieser Gegend in der Kupfersteinzeit im 5. Jahrtausend v. Chr. bekannt. Dort wurden zahlreiche Goldfunde aus der Karanowo-IV-Epoche aus dem 4. Jahrtausend v. Chr. gemacht, die jetzt im Archäologischen Museum zu besichtigen sind. Diese Gräber- und Goldfunde, die bis 1991 ausgegraben wurden, waren eine wissenschaftliche Sensation.
Varna war schon im frühen 5. Jahrtausend v. Chr. ein bedeutendes überregionales Handelszentrum. Dort wurde der Tauschhandel der um die untere Donau ansässigen alteuropäischen Ackerbauern mit den Proto-Indoeuropäern aus dem Steppengebiet nördlich des Schwarzen Meeres abgewickelt. Um 4500 v. Chr. übernahmen diese Viehnomaden, die im Gegensatz zur egalitären Gesellschaftsstruktur der Donauzivilisation in einer hierarchisch gegliederten Gesellschaft lebten, die Macht im Raum Varna. Die vertikale Differenzierung der Warna-Kultur geht aus den Gräberfunden in der Nekropole von Warna hervor.

#### Antike
Die Stadt, deren frühester Ursprung schon in thrakischer Zeit lag, wurde im 7. Jahrhundert v. Chr. von griechischen Siedlern aus Milet gegründet. Sie gaben der Stadt den Namen Odessos, unter welchem sie in der Antike und Mittelalter bekannt war. Auf der Grundlage des Handels mit den Thrakern gewann die griechische Polis rasch an Bedeutung. Im 3. Jahrhundert v. Chr. war die Stadt von Makedonien und im 1. Jahrhundert v. Chr. vom Römischen Reich abhängig; Handwerk (Töpferei, Metallverarbeitung) und Handel entwickelten sich dennoch günstig. Erhalten haben sich aus dem 2. Jahrhundert n. Chr. Fragmente der römischen Thermen.
593–594 diente die Stadt als oströmisches Winterlager während der Balkanfeldzüge des Maurikios. Auch kam es in der Umgebung zu Kämpfen zwischen Römern und Slawen.

#### Frühmittelalter
Eine Ansiedlung von Slawen fand vermutlich ab 615 statt. 681 eroberte der bulgarische Khan Asparuch die Stadt von Byzanz. Aus jener Epoche stammt auch ihr jetziger Name Warna. Während des Ersten Bulgarischen Reichs im 9. und 10. Jahrhundert war Warna ein wichtiger Mittelpunkt des Christentums. Während des Zweiten Bulgarischen Reichs, im 13. Jahrhundert, wurde es zu einer Stadt des Handwerks mit einem bedeutenden Handelshafen. Es bestanden Verbindungen zwischen Nordbulgarien und Konstantinopel, dem heutigen Istanbul, später auch mit der Republik Ragusa sowie den italienischen Handelsrepubliken Venedig und Genua.

#### Osmanisches Reich
1391 eroberten Streitkräfte des Osmanischen Reiches die Stadt und machten sie wegen ihrer militärisch-strategisch günstigen Lage zu einer Küstenbastion. 1402 bzw. 1413 gaben die Osmanen die Stadt und die gesamte Küste bis hinunter nach Konstantinopel zurück an das Byzantinische Reich, um sie noch vor 1444 erneut und endgültig zu erobern. Am 10. November 1444 fiel in der Umgebung der Stadt der polnische und ungarische König Władysław (1424–1444), der den Beinamen Warneńczyk („von Warna“) erhielt. In der Schlacht bei Warna siegten die osmanischen Truppen unter der Führung von Sultan Murad II. (1404–1451) gegen ein polnisch-ungarisches Heer.

#### Neuzeit

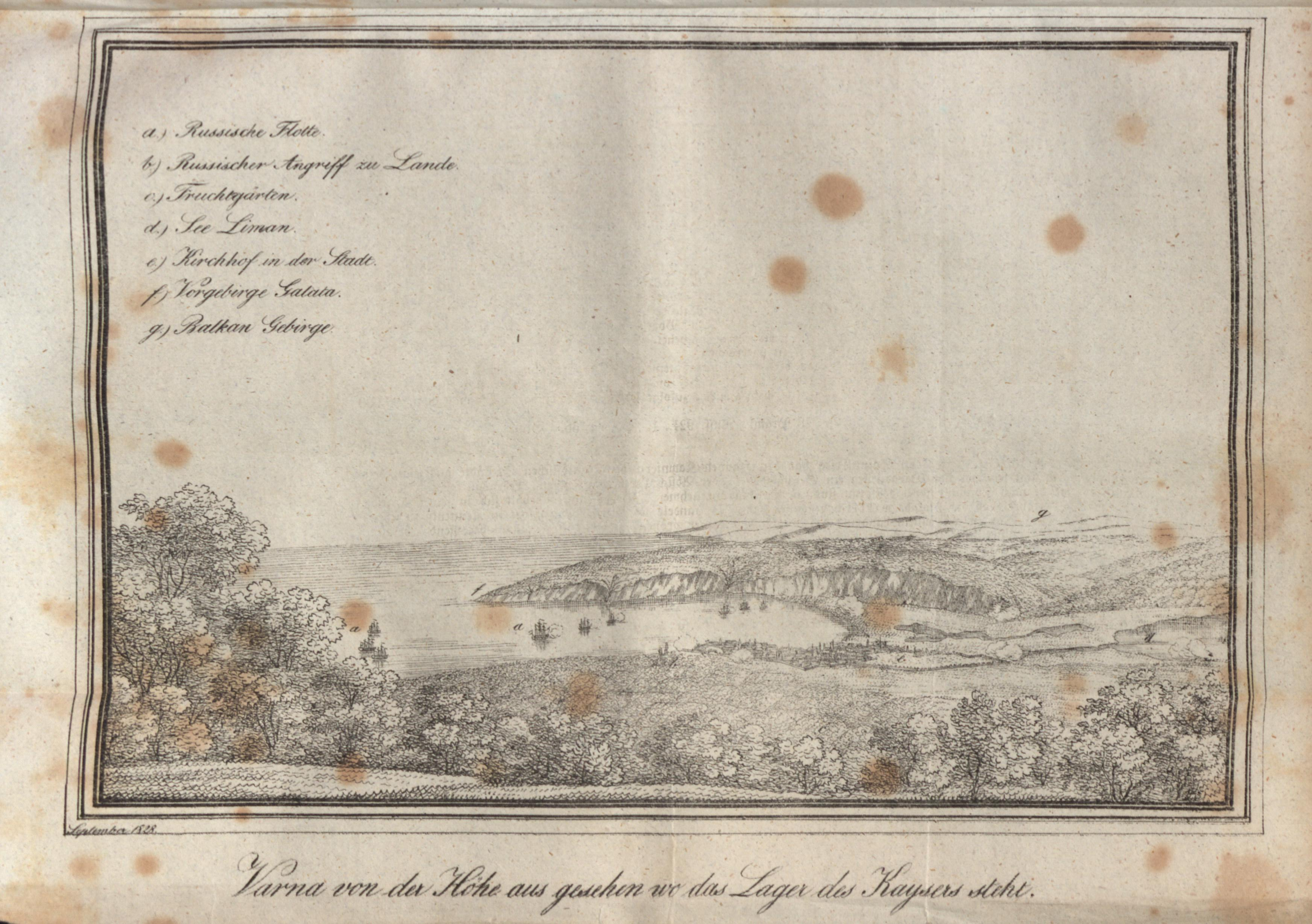
Warna im September 1828

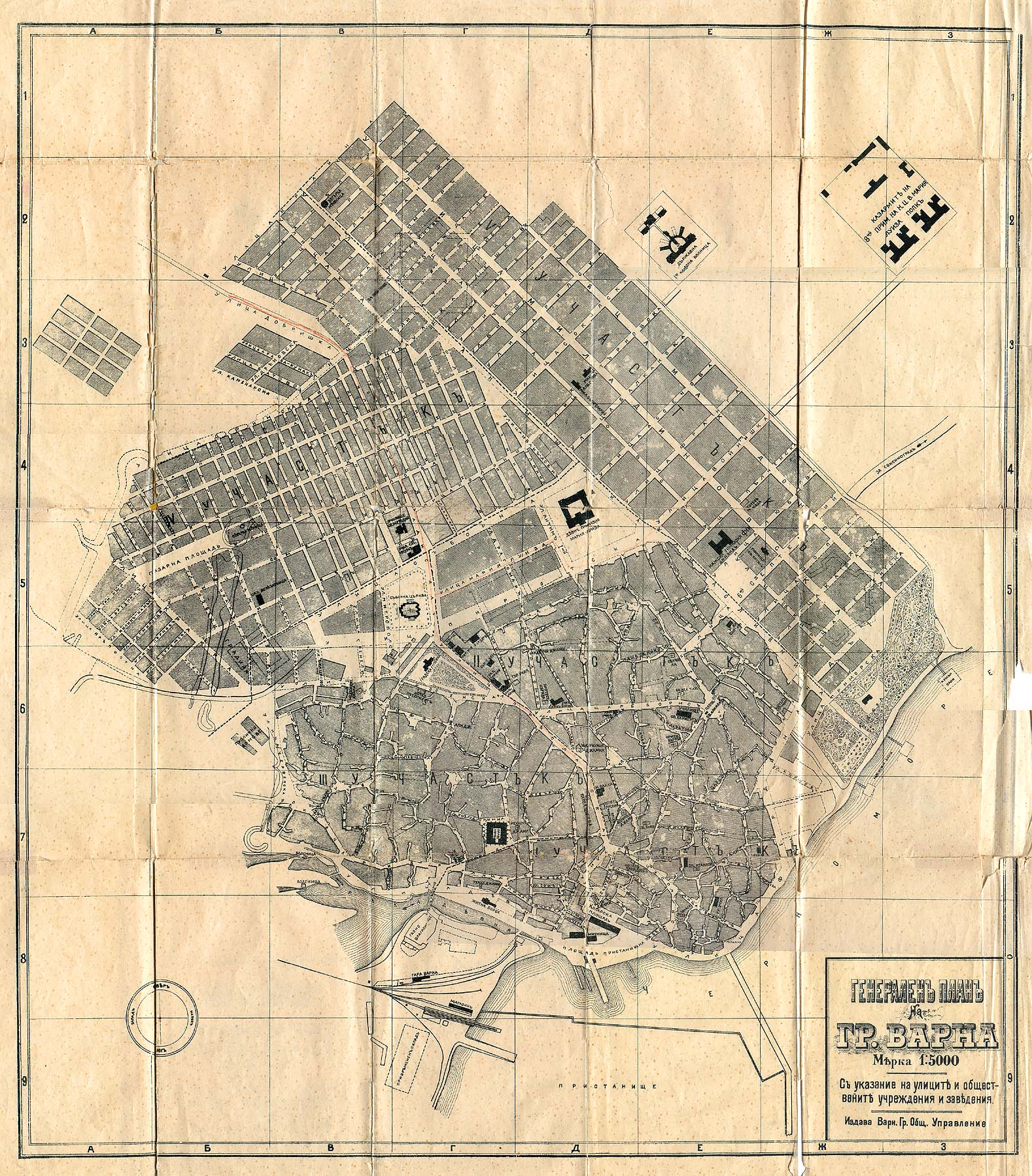
Warna 1897

Im Jahre 1828 eroberte die russische Flotte die Stadt, konnte sie aber nur zwei Jahre halten. Während des Krimkrieges zwischen 1853 und 1856 spielte Warna eine große Rolle. Die Stadt war 1854 vorübergehend von britischen und französischen Truppen besetzt.
Obwohl im 18. und 19. Jahrhundert Russland und das Osmanische Reich mehrmals Kämpfe um Warna ausfochten, erlebte die Stadt in den 1830er und 1840er Jahren einen wirtschaftlichen Aufschwung, vor allem des Handels, und wurde Sitz mehrerer Konsulate europäischer Staaten. Die erste Eisenbahnlinie im Osmanischen Reich im Jahre 1866 verband Warna und Russe an der Donau und damit mit Westeuropa. Sie stimulierte die Entwicklung der Schifffahrt und der Leichtindustrie. Auch nach dem Ende der osmanischen Herrschaft am 28. Juli 1878 bewahrte sich Warna seine Bedeutung als Hafen- und Handelsstadt.
1893 wurde in der Stadt die Sozialdemokratische Partei gegründet und 1901 kam es zum ersten Streik der Warnaer Hafenarbeiter.
Im Zweiten Weltkrieg kam es in der Stadt zu Kämpfen zwischen bulgarischen Partisanen und der deutschen Wehrmacht; Warna war Zentrum der 10. Operationsarmee. Am 8. August 1944 eroberten sowjetische Streitkräfte und bulgarische Partisanen die Stadt.
Nach dem Sturz der kommunistischen Regierung in Sofia am 10. November 1989 begannen sich auch in Warna demokratische Verhältnisse durchzusetzen.
Seit 1997 ist die Stadt Namensgeber für die Warna-Halbinsel der Livingston-Insel in der Antarktis. Über ihren antiken Namen Odessos gilt dies seit 2013 auch für den Odesos Buttress, einen Berg im Grahamland auf der Antarktischen Halbinsel.

## Bevölkerung

### Bevölkerungsstruktur
Im Frühjahr 2011 erfolgte die erste Volkszählung, welche infolge des EU-Beitritts Bulgariens EU-Vorgaben unterlag. Somit gab es erstmals die Möglichkeit, Fragen nach ethnischer und religiöser Zugehörigkeit sowie nach der Muttersprache nicht zu beantworten. 303.594 Bürger von Warna beantworteten die Frage nach der ethnischen Zugehörigkeit, von ihnen bezeichneten sich im Jahre 2011 284.738 als Bulgaren, 10.028 als Türken, 3.162 als Roma und 3.378 gaben eine andere ethnische Zugehörigkeit an.

### Einwohnerentwicklung
Die wechselnden Einwohnerzahlen resultieren teilweise auch aus dem jeweiligen Gebietsstand.
| Jahr   | Einwohner |
| ------ | --------- |
| 1934 ¹ | 73.305    |
| 1946 ¹ | 80.349    |
| 1956 ¹ | 123.798   |
| 1965 ¹ | 184.659   |
| 1975 ¹ | 252.525   |

| Jahr   | Einwohner |
| ------ | --------- |
| 1985 ¹ | 302.841   |
| 1992 ¹ | 308.432   |
| 1996 ² | 300.413   |
| 1999 ² | 296.204   |
| 2001 ¹ | 312.889   |

| Jahr   | Einwohner |
| ------ | --------- |
| 2004 ² | 312.026   |
| 2007 ² | 313.983   |
| 2009 ² | 320.837   |
| 2011 ¹ | 334.870   |
| 2013   | 346.644   |

Die Zahlen stammen von:
- Volkszählungen (¹) oder
- Schätzungen (²)

## Wirtschaft und Infrastruktur

### Ansässige Unternehmen
Das Hafen- und Werftgelände erstreckt sich mittlerweile entlang des – nördlichen – „Kleinen Kanals“ bis zum Prowadijska-See (Warna-See), der Schiffsverkehr in den See zum Hafen Warna-West erfolgt fast ausschließlich durch den – südlichen – „Großen Kanal“ (Kanal Nr. 1). Mit Hafenarealen in Dewnja, Baltschik, Lesport und Kawarna, war der Hafen Warna in der Vergangenheit der größte Seehafen des Landes, wo etwa die Hälfte des seeseitigen Güterumschlages Bulgariens abgewickelt wurde. Getreide, Molkereierzeugnisse und Vieh gehören noch heute zu den wichtigsten Exporterzeugnissen. Weiterhin existiert ein großes Terminal für Flüssigchemikalien, welches von der Firma Oiltanking Bulgaria AD betrieben wird. Zum Unternehmen Hafen Warna gehören heute jedoch neben den Hafen Warna-Ost (in Warna Stadt) nur noch das Areal in Dewnja (Hafen Warna-West) und liegt somit hinter dem Hafen von Burgas an zweiter Stelle. Heute werden im Hafen vor allem Transitwaren für den rumänischen Markt umgeschlagen. Die Werft von Warna (Bulyard) befindet sich nach mehreren Umstrukturierungen und Privatisierungen heute im Besitz des bulgarischen Unternehmens Industry Holding Bulgaria.
In der Stadt wurden bis Anfang der 1990er Jahre Dieselmotoren, elektrische Geräte, Metallwaren, Nahrungsmittel und Textilien hergestellt. Von 1994 bis 1996 war hier der Automobilhersteller Rodacar ansässig, ein kurzlebiges Joint Venture aus Austin Rover und einem bulgarischen Handelsunternehmen.
Der Tourismus trägt einen großen Anteil zum Bruttosozialprodukt des Großraums Warna bei. Dabei befinden sich die meisten Hotels in den nördlichen Vororten Sweti Konstantin i Elena (Св.св. Константин и Елена), Goldstrand (Златни пясъци) und Albena (Албена). Die Bauwirtschaft nimmt hinsichtlich der wirtschaftlichen Bedeutung den 2. Platz ein.

### Verkehr

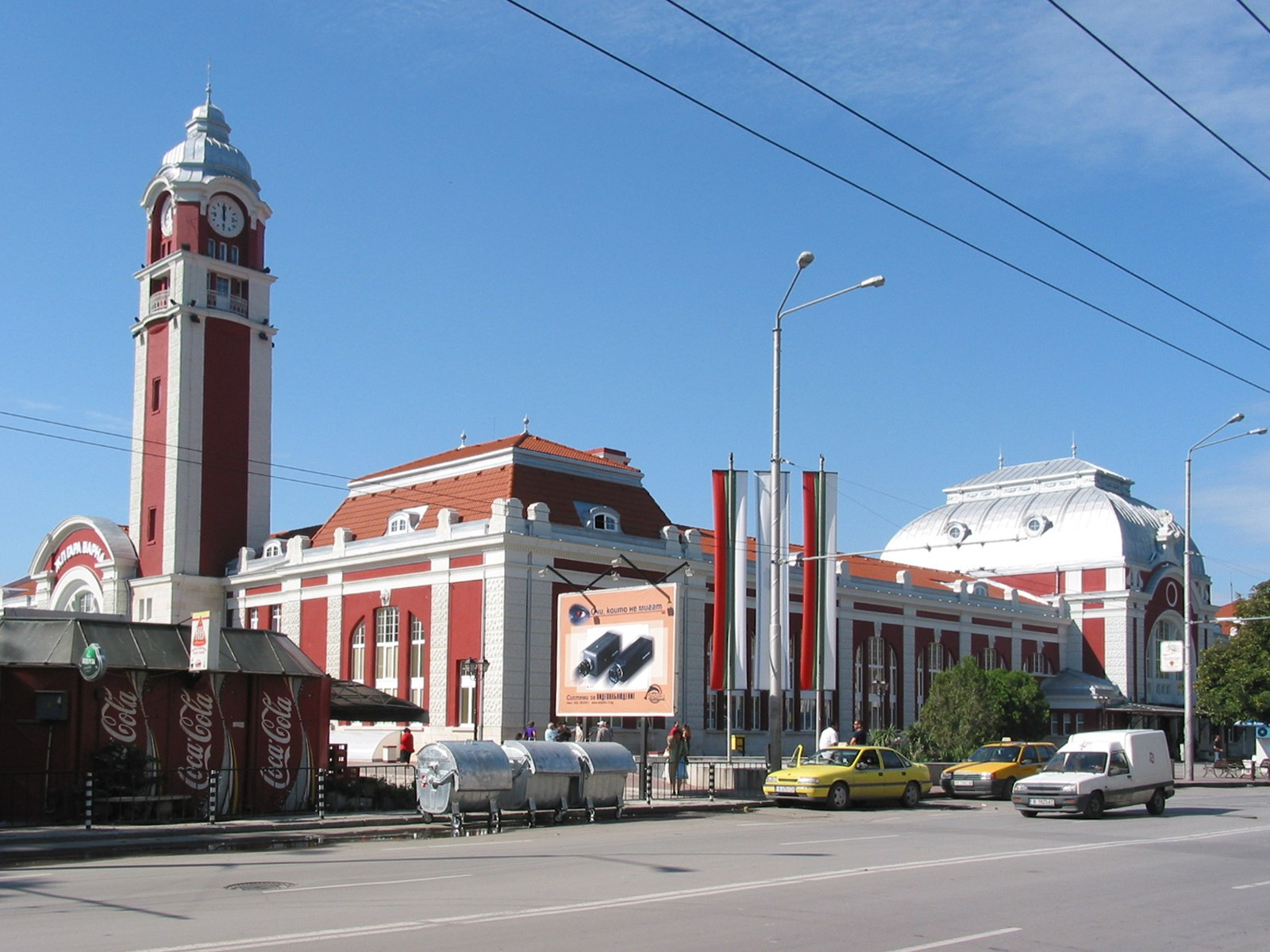
Bahnhof von Warna, erbaut nach den Plänen des Bahnhofs von Burgas

Der Flughafen Warna ist nach den Flughäfen von Sofia und Burgas der drittwichtigste des Landes, der in der Sommersaison eine große Bedeutung im Charterverkehr hat. Linienverkehr gibt es zurzeit nur nach Dortmund, Memmingen, Leipzig/Halle, Sofia und nach Wien. In den Wintermonaten findet insgesamt wenig Verkehr statt. Der Flughafen wurde 2012 bis 2013 vom Betreiber Fraport modernisiert und erweitert.
Ein kleiner Flugplatz am südlichen Ufer der Bucht, Varna-Tschaika wird als Militärflugplatz von der Bulgarischen Marine genutzt. Sie hat hier ihre Hubschrauberstaffel, Otdelna Morska Eskadrila Vertoleti, stationiert.
Durch Eisenbahn- und Straßenverbindungen ist Warna mit vielen Teilen des Landes und durch Buslinien in die nähere und weitere Umgebung verbunden. Durchgehende Autobahnverbindungen nach Sofia und nach Burgas sind seit längerer Zeit in Planung, bisher aber nicht realisiert.
Der innerstädtische Verkehr nimmt trotz der massiven – und auch sehr stark genutzten – Entlastung durch ein gut ausgeprägtes Netz von Obus- und Stadtbuslinien ständig zu, wobei vor allem der Parkplatzmangel mitunter zu chaotischen Zuständen führt.

### Bildungswesen
Warna besitzt mehrere Bildungseinrichtungen. Dazu gehören die Freie Universität Warna, die Medizinische Universität Warna, die Wirtschaftsuniversität Warna, die Technische Universität Warna die zivile und Akademie der bulgarischen Marine und mehrere Forschungseinrichtungen unter anderem für Ozeanografie, Fischwirtschaft und Hydrodynamik. Außerdem kann man in der Stadt viele Gymnasien besuchen, darunter mehrere Fremdsprachengymnasien, in denen man Deutsch, Englisch, Französisch und Spanisch lernen kann. Das erste Fremdsprachengymnasium Warna ist international aktiv. Mit einigen Gymnasien, wie zum Beispiel dem BG/BRG Klosterneuburg, werden jedes Jahr Schüleraustausche durchgeführt.

## Kultur und Freizeit

### Sehenswürdigkeiten

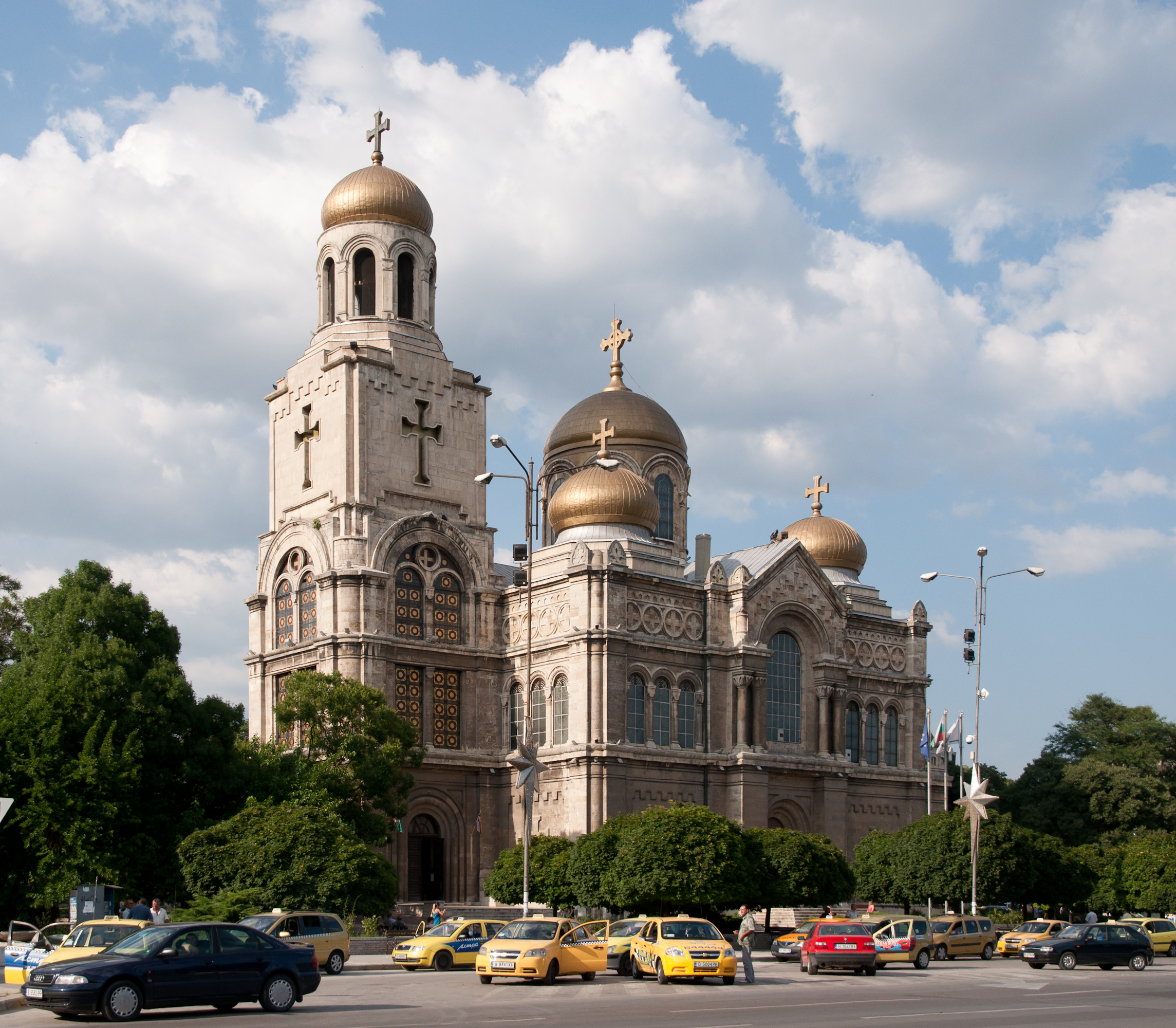
Muttergottes-Kathedrale in Warna

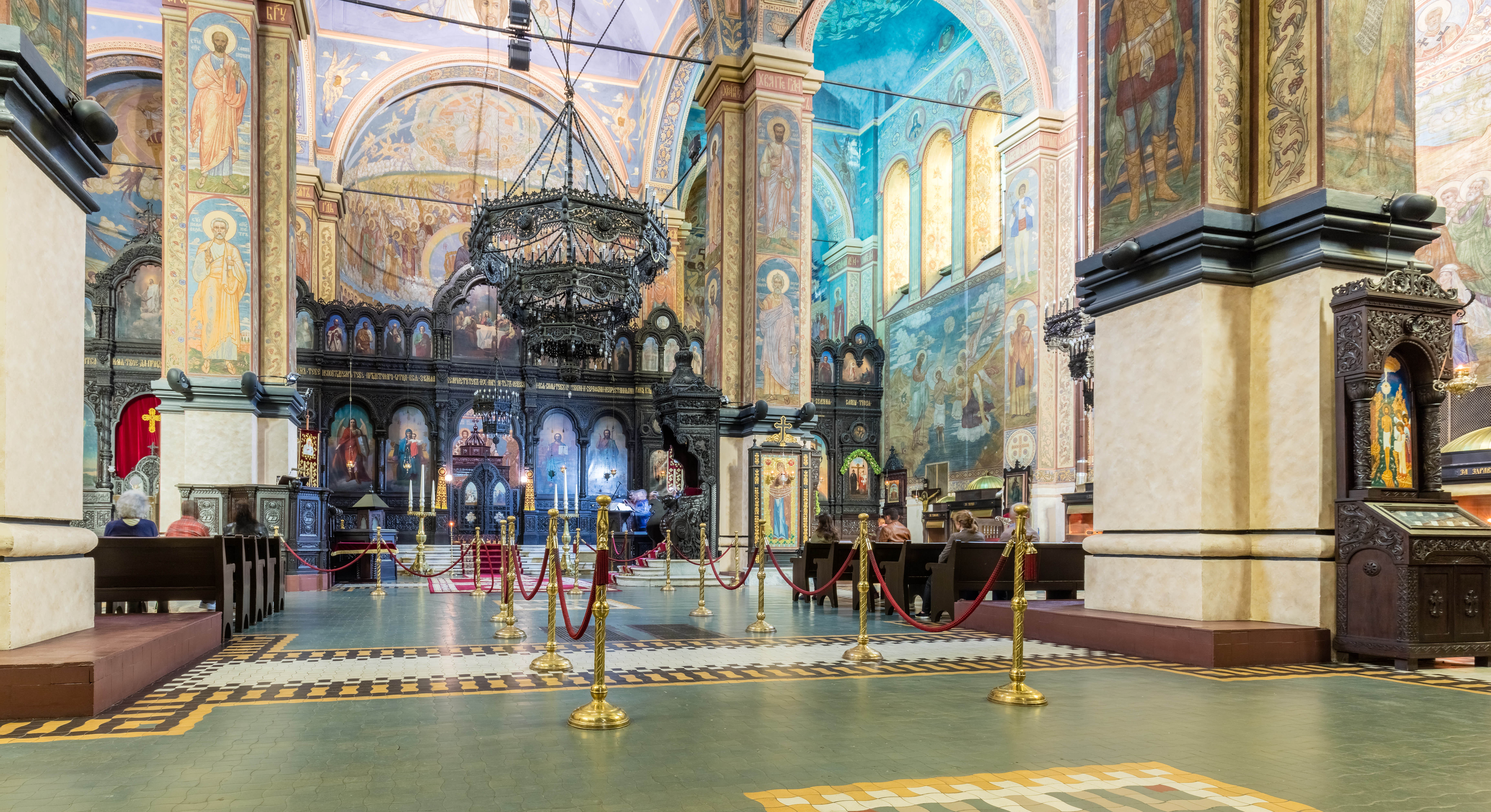
Muttergottes-Kathedrale in Warna von innen

Städtischer Mittelpunkt ist die Entschlafung-der-Gottesmutter-Kathedrale (oft auch Muttergottes-Kathedrale genannt) aus dem Jahre 1896. Unweit von ihr befindet sich der Sitz der Diözese von Warna und Weliki Preslaw der Bulgarisch-Orthodoxen Kirche. Die Kathedrale ist ein monumentaler Bau mit interessanten Wandmalereien und beachtlichen Holzarbeiten im Inneren. In der Nähe der Kathedrale befindet sich ein Basar und das Museum des Marinemalers Georgi Welschew (1891–1955) mit einer Kollektion von 250 Bildern. Südlich liegt eine Parkanlage, in deren Südostecke sich um eine Freifläche unter anderem das Theater Stojan Batschwarow und die Staatliche Warnaer Oper gruppieren; nahebei ein schönes Wasserspiel, dessen abends angestrahlte Fontänen dann in vielen Farben sprühen.
Ein Stück weiter gegen Süden steht das Volkskundemuseum von 1860 mit seiner Schau altbulgarischer Arbeitsgeräte, Volkstrachten und Hauseinrichtungen. Südöstlich davon, in der St.-Atanas-Kirche aus dem Jahre 1838 ist eine wertvolle Ikonensammlung aus dem 18. und 19. Jahrhundert zu besichtigen. Dahinter schließen sich die freigelegten römischen Thermen aus dem 2. Jahrhundert n. Chr. an, mit 7000 Quadratmetern die größten der Balkanhalbinsel. Das ehemals 18 Meter hohe Mineralbad enthielt mehrere von Kuppeln überdachte Säle, die mit Marmor und Mosaikplatten ausgestattet waren.
In der Nähe liegen die Byzantinischen Thermen aus dem 4. bis 6. Jahrhundert n. Chr., die offenbar ohne eigene Heizung nur aus Thermalquellen gespeist wurden.

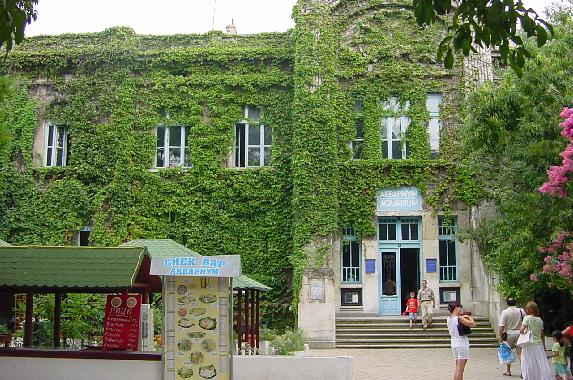
Das Aquarium in Warna

In dem sich östlich anschließenden Parkgelände befinden sich das „Neue Römische Bad“ aus dem 3. und 4. Jahrhundert n. Chr., das Marinemuseum (Entwicklung der bulgarischen Schifffahrt) und das Aquarium, in dem die Fauna des Schwarzen Meeres gezeigt wird.
Sehr sehenswert ist weiter östlich das Archäologische Museum (ein ehemaliges Mädchen-Gymnasium) mit zahlreichen Schaustücken aus der ältesten Vergangenheit der Stadt, einem Münzkabinett und hervorragenden kunsthandwerklichen Arbeiten.
Etwas weiter steht die 1860/1861 erbaute erste bulgarische Schule von Warna mit dem Museum der Nationalen Wiedergeburt. Im Erdgeschoss sind die Baulichkeiten der Erzengel-Michael-Kirche und im Obergeschoss Exponate aus dem 17. bis 20. Jahrhundert zu besichtigen. Interessant ist auch die St.-Nikolaus-Kirche von 1866 mit einer Sammlung von Ikonen und Holzschnitzereien aus neuerer Zeit.
Sehr interessant sind auch die Museen der Geschichte von Warna, der Geschichte der Medizin, der Naturkunde, der Puppen, das Parkmuseum. Etwas außerhalb der Stadt liegen – 18 km an der alten Straße nach Sofia – die alte Felsensiedlung Pobiti Kameni und – im Naturpark Goldstrand – das Aladschakloster.
Weitere Sehenswürdigkeiten in Warna sind der Uhrturm, das Planetarium, das Pantheon, das Portaldenkmal und all die reich mit Fresken und Ikonen ausgestatteten Kirchen. Zwischen dem Zentrum und der Küste liegt ein Gebiet, in dem noch heute viele alte Jugendstilfassaden zu sehen sind, teils stark vom Zahn der Zeit zerfressen, teils auch gut gepflegt und/oder renoviert. Am nördlichen Stadtrand liegt in einem eingezäunten Park direkt am Meer das kleine Schloss Euxinograd. Park und Schloss sind nur zu bestimmten Tagen öffentlich zugänglich. Allerdings kann das Schloss in begrenztem Umfang für Übernachtungen gebucht werden.
Das „Festa Dolphinarium“ ist eine in Bulgarien beliebte Zirkusschau mit Delfinen. Es besteht seit 1984.
Zwischen Innenstadt und Strand liegt der sogenannte „Meeresgarten“ (bulg. Morska Gradina). Innerhalb des Parks liegt eine Freilichtbühne, ein Denkmal für die Sowjetische Armee, ein kleines Marinemuseum und mehrere Denkmäler. Der breite Sandstrand, der sich von der Hafenmole bis fast zum Park von Euxinograd erstreckt, wird von Touristen, vor allem aber von Einheimischen stark genutzt. An seinem Rand gibt es eine schwefelige Thermalquelle, die als öffentliches Bad genutzt wird.
In Warna finden verschiedene Festivals des Theaters, Films, der klassischen Musik, des Balletts, Jazz usw. statt. Eine Internationale Biennale der Graphik existiert ebenfalls in der Stadt (seit 1981).

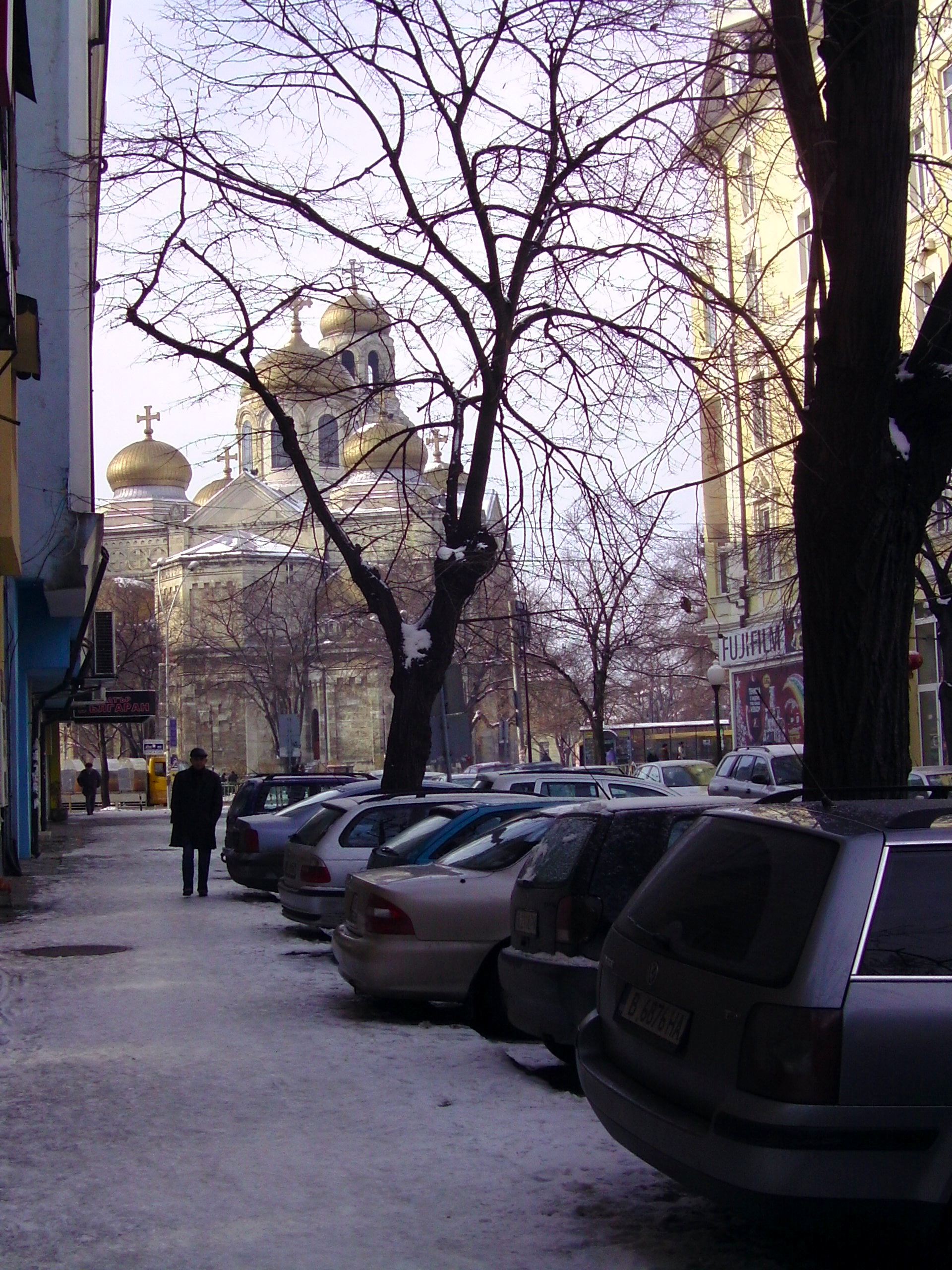
Die Kathedrale von Varna verschneit
Das sogenannte „Haus der Sonne“
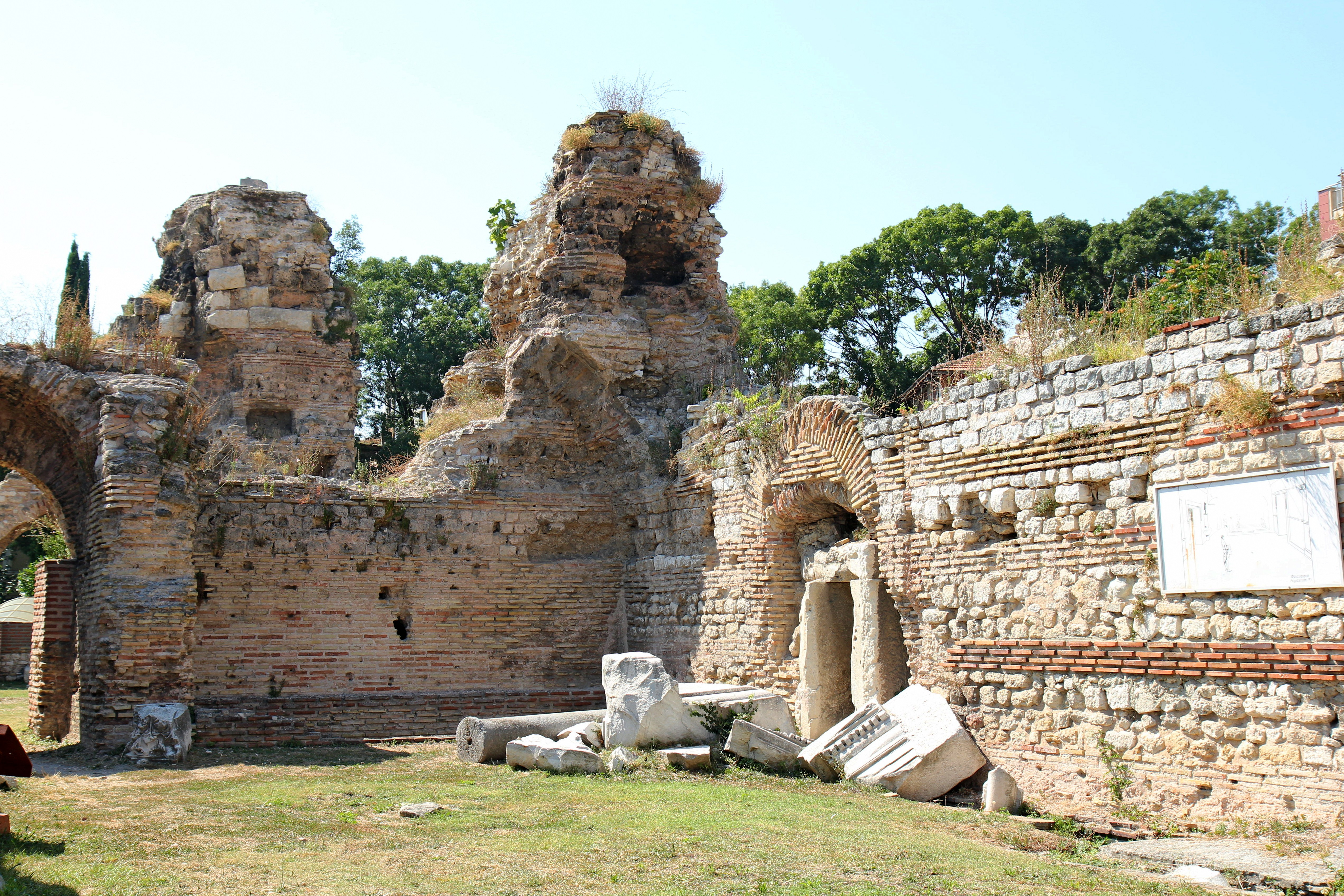
Die römische Therme aus dem 2. Jahrhundert
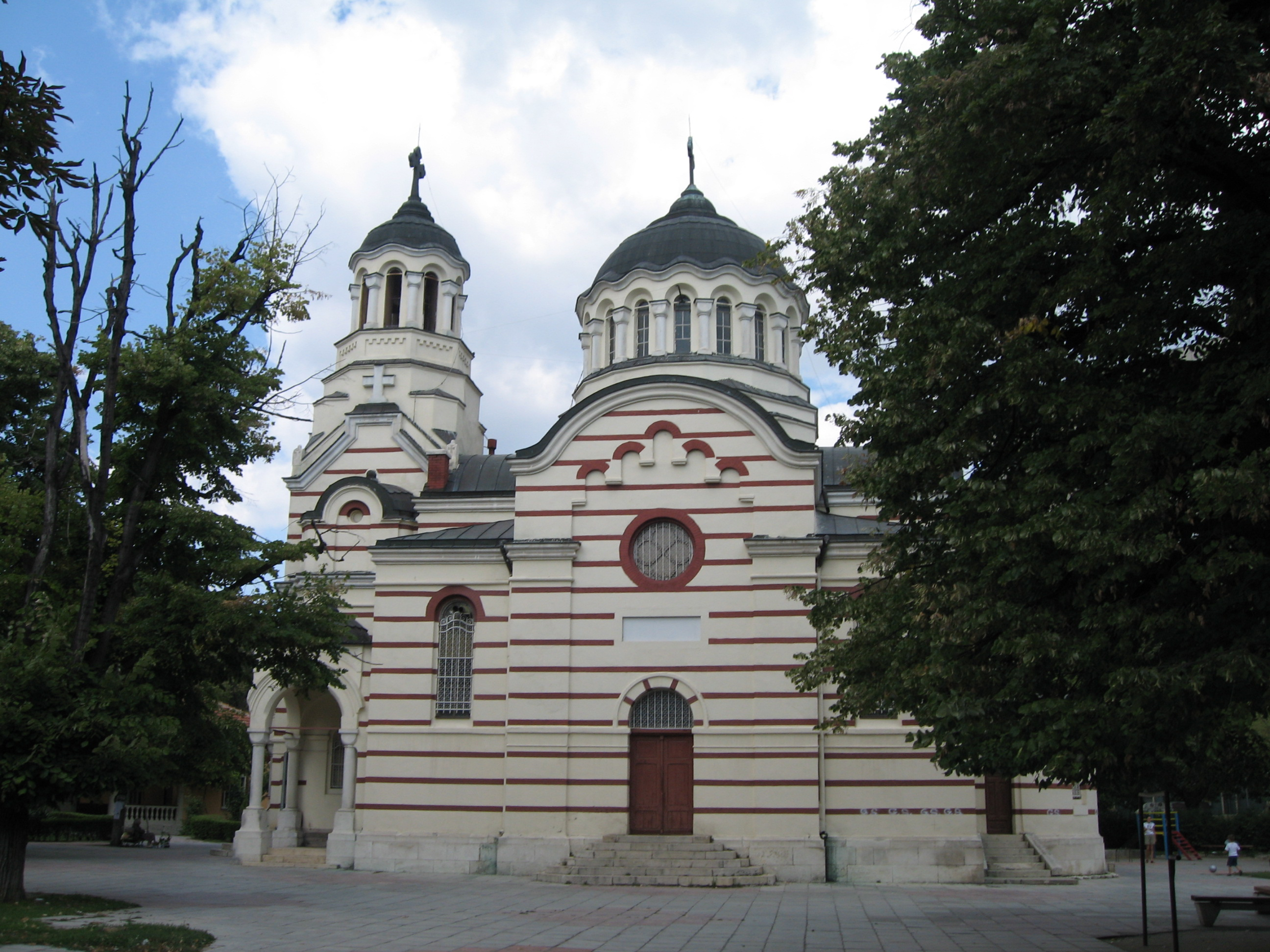
Die Kirche „Sveta Petka“
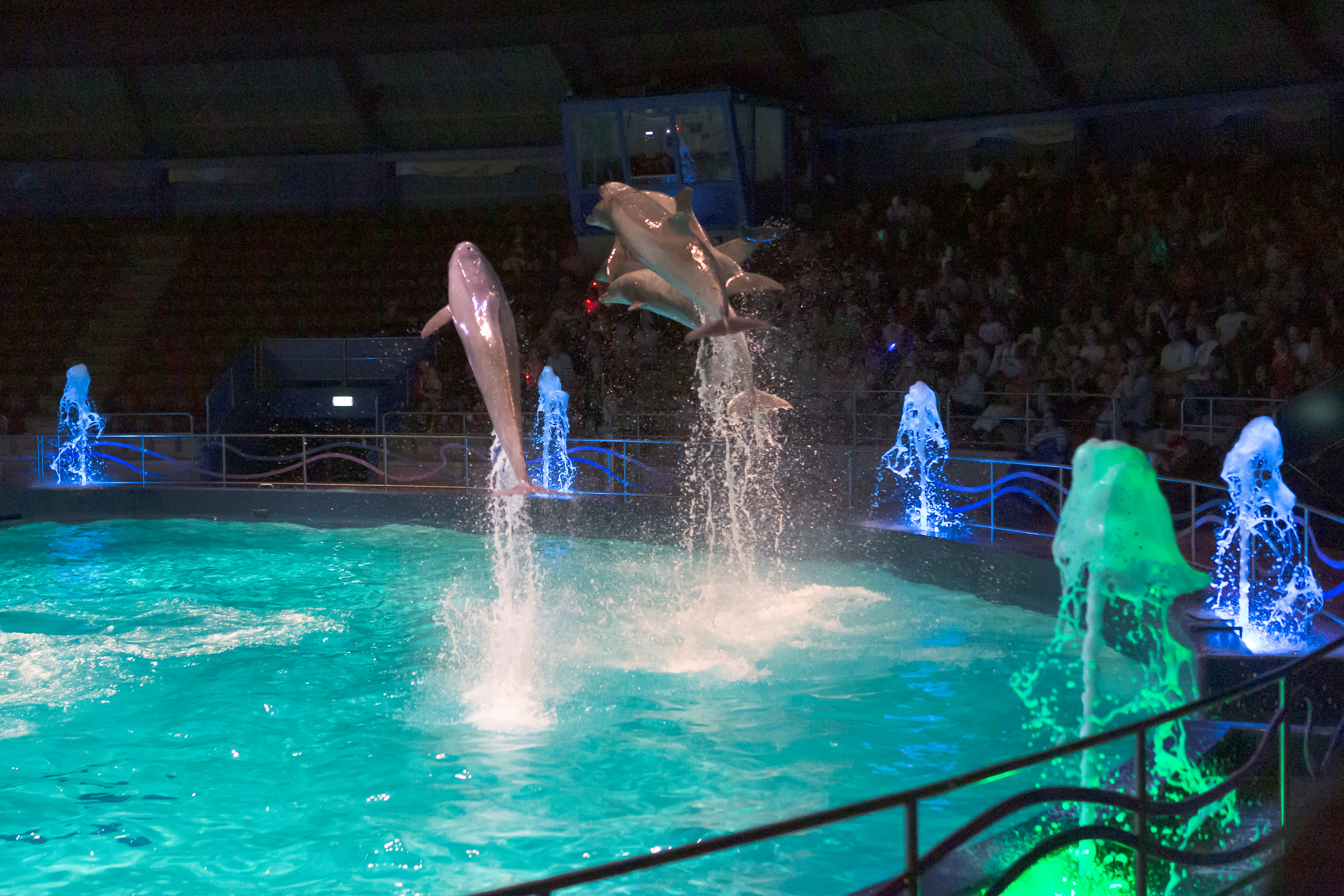
Das „Festa Dolphinarium“ in Warna während einer Vorstellung

### Sport
In Warna fanden mehrere Europa- und Weltmeisterschaften statt, so die Turn-Weltmeisterschaften 1974, die Ringer-Weltmeisterschaften der Männer 1991 und die Ringer-Europameisterschaften 2005. Die Stadt war auch Austragungsort der Schacholympiade 1962. Im April 2010 fanden hier die Europameisterschaften im Trampolinturnen statt.
Im Titscha-Stadion ist der Fußballverein Tscherno More Warna beheimatet, der in der Saison 2009/2010 in der höchsten bulgarischen Liga spielt. Ein weiterer Verein, Spartak Warna, stieg 2009 in die Zweite Liga ab.

## Politik

### Gemeindegliederung
Der Stadtrat fungiert gleichzeitig als Gemeinderat und ist für die Kontrolle aller Bürgermeister der Gemeindeortschaften zuständig. Zur Gemeinde Warna (bulg. Община Варна/Obschtina Warna) gehören außerdem noch folgende Dörfer:
| - Swezdiza - Kazaschko | - Kamenar - Konstantinowo | - Topoli |

### Städtepartnerschaften
Warna unterhält mit folgenden Städten Partnerschaften:
| - Aalborg (Dänemark) - Akaba (Jordanien) - Bradford (Vereinigtes Königreich) - Charkiw (Ukraine) - Dordrecht (Niederlande) - Malmö (Schweden) - Miami (USA) | - Noworossijsk (Russland) - Odessa (Ukraine) - Piräus (Griechenland) - Rostock (Deutschland) - Taschkent (Usbekistan) - Turku (Finnland) |

Eine Stadtteilpartnerschaft besteht seit 2003 mit dem Hamburger Bezirk Eimsbüttel.

## Persönlichkeiten

### Söhne und Töchter der Stadt
- Damyan Andreev (* 2000), Schauspieler
- George Baker (1931–2011), britischer Schauspieler
- Dobri Christow (1875–1941), Komponist
- Petar Danow (Béinsa Duno) (1864–1944), Begründer der Weißen Bruderschaft, einer Sekte mit Anhängern im In- und Ausland
- Trajan Djankow (1976–2016), Fußballspieler
- Simona Djankowa (* 1994), Rhythmische Sportgymnastin
- Emil Eftimow (* 1961), Admiral und Befehlshaber der Streitkräfte
- Antonio Foti (* 2003), zyprisch-bulgarischer Fußballspieler
- Giovanni Battista Franzoni (1928–2017), italienischer Abt
- Anka Georgiewa (* 1959), Ruderin
- Slatka Georgiewa (* 1969), Leichtathletin
- Victoria Georgiewa (* 1997), Sängerin und Songwriterin
- Zweta Georgiewa (* 1963), Politikerin
- Dimitri Ginev (1956–2021), Philosoph und Hochschullehrer
- Julian Gorus (* 1978), Pianist
- Iwan Iwanow (* 2008), Tennisspieler
- Aleksandar Jordanow (* 1952), Politiker
- Dragomir Josifow (* 1966), Komponist, Dirigent und Pianist
- Atanas Kareew (1945–2021), Pianist
- Bedros Kirkorow (1932–2025), bulgarisch-russischer Pop- und Jazz-Sänger
- Filipp Kirkorow (* 1967), russischer Sänger, Komponist und Musikproduzent
- Tatiana Koleva (* 1970), Schlagwerkerin (Marimba)
- Iwajlo Marinow (* 1960), Amateurboxer
- Todor Michalew (* 1997), Moderner Fünfkämpfer
- Martin Mintschew (* 2001), Fußballspieler
- Swilen Nejkow (* 1964), Sportler und Politiker
- Plamena Nikitassova (* 1975), Violinistin
- Georgi Penew Nikolow (* 1977), Handballspieler
- Daniel Petrow (* 1971), Boxer
- Petar Petrow (* 1966), Radrennfahrer
- Mariana Popova (* 1978), deutsch-bulgarische Pianistin, Liedbegleiterin und Hochschullehrerin
- Emil Radew (* 1971), Politiker
- Simeon (1926–2016), orthodoxer Geistlicher, Metropolit und Gründer der bulgarisch-orthodoxen Diözese von West- und Mitteleuropa
- Wanja Stambolowa (* 1983), Leichtathletin
- Iwan Stefanow (1899–1980), Wirtschaftswissenschaftler
- Anton Straschimirow (1872–1937), Schriftsteller
- Vladimir Tenev (* 1985/1987), bulgarisch-US-amerikanischer Unternehmer
- Nikolaj Todorow (1921–2003), Historiker und Politiker
- Milena Trendafilowa (* 1970), Gewichtheberin
- Stanimir Trojanski (* 1944), Mathematiker
- Julian Wutschkow (1936–2019), Essayist, Publizist und Theaterwissenschaftler
- Fritz Zwicky (1898–1974), Schweizer Physiker und Astronom

### Weitere Persönlichkeiten, die mit der Stadt in Verbindung stehen
- Lili Ivanova (* 1939), erfolgreichste Sängerin Bulgariens, erlernte hier den Beruf der Krankenschwester und lebt vor allem im Sommer in Warna
- Lars Mittank (* 1986), ist nach einem Urlaub hier im Sommer 2014 spurlos verschwunden